# Sebastien Grainger
 (octobre 2017).
Si vous disposez d'ouvrages ou d'articles de référence ou si vous connaissez des sites web de qualité traitant du thème abordé ici, merci de compléter l'article en donnant les références utiles à sa vérifiabilité et en les liant à la section « Notes et références ».
Pour les articles homonymes, voir Grainger.
Sebastien Grainger, né le 11 avril 1979 à Mississauga, est un musicien canadien.
Il est connu du public pour avoir été le chanteur et batteur du groupe Death From Above 1979 (dont le nom fait référence à l'année de naissance de Grainger), en duo avec Jesse F. Keeler à la basse. Le groupe s'est séparé en 2006 et s'est réuni début 2011 à l'occasion du festival Coachella.
Il jouait également de la batterie pour un autre projet de Keeler, Femme Fatale, et est impliqué dans d'autres projets musicaux comme Girl on Girl, alias utilisé pour remixer sa propre chanson Black History Month pour l'album remix de DFA79, Romance Bloody Romance. Grainger a aussi chanté une chanson pour le groupe Does It Offend You, Yeah?, intitulée Let's Make Out.
Sebastien Grainger travaille actuellement[Quand ?] sur un album commun avec le groupe Jewish Legend. Le 21 octobre 2008 est sorti son premier album solo sous le nom de Sebastien Grainger and the Mountains.